# Abraxas sinopicaria
Abraxas sinopicaria är en fjärilsart som beskrevs av Eugen Wehrli 1935. Abraxas sinopicaria ingår i släktet Abraxas och familjen mätare. Inga underarter finns listade i Catalogue of Life.